# Binäre Geschlechterordnung
Als binäre Geschlechterordnung (englisch gender binary) wird eine Geschlechterordnung innerhalb menschlicher Gesellschaften verstanden, die auf der Unterscheidung zweier Geschlechter – bezogen sowohl auf das soziale (gender) als auch auf das biologische Geschlecht – beruht. Darin werden Männer und Frauen sowie Männlichkeit und Weiblichkeit meist scharf voneinander abgegrenzt und als Gegensätze aufeinander bezogen. Der Begriff wird besonders in der Geschlechterforschung, der Soziologie und der Ethnologie (insbesondere der Kulturanthropologie) verwendet.

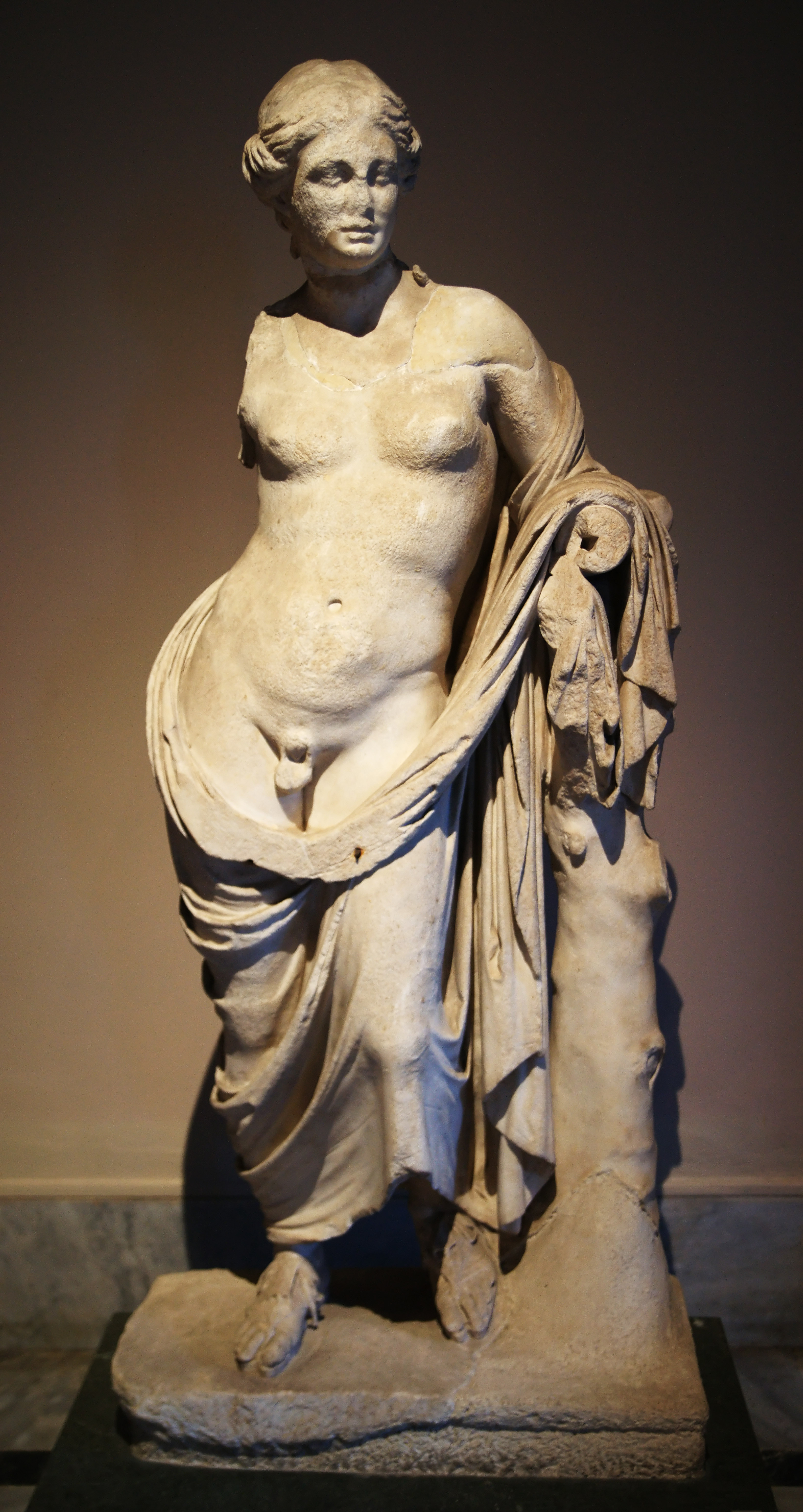
Hellenistische Statue des Hermaphroditos aus Pergamon, 3. Jahrhundert v. Chr.

Insbesondere in Debatten der Queer Studies bzw. Queer Theory und der feministischen Gesellschaftskritik wird der Begriff nicht nur analytisch, sondern auch kritisch verwendet; queerfeministische soziale Bewegungen zielen auf eine Überwindung der binären Geschlechterordnung ab. Dabei wird die binäre Geschlechterordnung von einer Gesellschaftsordnung unterschieden, die auch intergeschlechtliche Menschen sowie nichtbinäre und transgeschlechtliche Geschlechtsidentitäten berücksichtigt und generell nicht fundamental auf der Unterscheidung Mann/Frau beruht. Binäre Geschlechterordnungen gehen auch meist mit einer heteronormativen Ausrichtung in Bezug auf sexuelle Orientierung einher.
Binäre Geschlechterordnungen sind in der Menschheitsgeschichte weit verbreitet und spielen für viele menschliche Gesellschaften eine konstitutive Rolle. Die Philosophin Friederike Kuster stellt fest: „Der Dualismus Mann/Frau muss als eine der grundlegendsten, möglicherweise als die fundamentale Strukturierung der symbolischen Welt angesehen werden.“ Gleichzeitig ist die Unterscheidung jedoch insofern prekär (also gefährdet und unsicher), als auch binär geprägte Gesellschaften mit Menschen umgehen müssen, die nicht in die binäre Ordnung zu passen scheinen. In verschiedensten kulturellen Zusammenhängen tauchen Begriffe und Konstruktionen wie Hermaphrodit (nach der Gestalt des Hermaphroditos aus der griechischen Mythologie), Androgynie (nach dem altgriechischen Begriff Androgynos, der etwa in Platons Kugelmenschen-Mythos erscheint), drittes Geschlecht oder two-spirit (in verschiedenen indigenen Völkern Amerikas) auf (siehe auch Liste dritter Geschlechter).
Nicht zuletzt aus ihrer Prekarität erklären sich die harschen, häufig mit körperlicher Gewalt einhergehenden sozialen Sanktionen, mit denen die binäre Geschlechterordnung insbesondere in patriarchalen Gesellschaften aufrechterhalten wird. Dabei ist zu unterscheiden zwischen patriarchal geprägten binären Geschlechterordnungen, in denen Weiblichkeit nicht nur von Männlichkeit unterschieden, sondern eine Hierarchie hergestellt wird, in der Weiblichkeit als unterlegen abgewertet wird. So wird die Frau etwa bei Aristoteles, der in der streng patriarchal organisierten, indoeuropäischen Kultur des antiken Griechenlands lebte, als „ein verstümmelter Mann“ bezeichnet. In anderen binären Geschlechtersystemen können Männlichkeit und Weiblichkeit jedoch auch als gleichwertig und komplementär, also sich gegenseitig ergänzend, verstanden werden.
Innerhalb der Soziologie führte insbesondere die mikrosoziologische Erforschung von Trans- und Intergeschlechtlichkeit seit den 1960er Jahren zu einer praxeologischen Betrachtungsweise von Gender, die die prekäre, alltägliche Herstellung der binären Geschlechterordnung sichtbar machte. Einflussreich waren etwa die ethnomethodologischen Forschungen Harold Garfinkels oder diejenigen des deutschen Soziologen Stefan Hirschauer.
Wichtig sowohl für die Theorie als auch für die Kritik der binären Geschlechterordnung waren vor allem die Debatten innerhalb der feministischen Bewegung seit Ende des 20. Jahrhunderts. Während die Frauenbewegungen sich seit den 1960er Jahren zunächst verstärkt der Gleichstellung der Frau zuwandten, gerieten mit der Ausbreitung der Lesben- und Schwulenbewegungen und der damit einhergehenden Weiterentwicklung der feministischen Theorie und Kritik auch verschiedene queere Bewegungen und Identitäten ins Blickfeld (Queerfeminismus). Judith Butler etwa untersuchte in ihrer einflussreichen Studie Gender Trouble (dt. als „Das Unbehagen der Geschlechter“, 1990) die Geschlechts-Performanzen von den Rahmen der binären Geschlechterordnung sprengenden Personen wie Dragqueens. Die Beiträge der feministischen Wissenschaft und feministischen Philosophie seitdem sind zahlreich und haben nicht nur zu einer theoretischen Durchdringung des Konzepts der binären Geschlechterordnung beigetragen, sondern auch zu einer kultur- und sozialhistorischen Erforschung binärer Geschlechterkonstruktionen.
Im ersten Viertel des 21. Jahrhunderts haben sich die politischen Debatten um die binäre Geschlechterordnung und den Versuch ihrer Überwindung merklich verschärft. Die politische Auseinandersetzung dauert an.